# Турткулчи
«Ак Алтын» — бывший советский и узбекистанский футбольный клуб из Турткуля. Основан не позднее 1983 года.

## Названия
- 1983—1990 — «Целинник».
- 1991—1992 — «Турткулчи».
- 2003 — «Ак Алтын».

## Достижения
- Вторая лига СССР — 6-е место в зональном турнире (1987).
- Чемпион Узбекской ССР (1983).
- Обладатель Кубка Узбекской ССР (1983).

## Известные игроки
- Оринко, Александр Николаевич.
- Ширшов, Виктор Владимирович.